# Neolepetopsis nicolasensis
Neolepetopsis nicolasensis is een slakkensoort uit de familie van de Neolepetopsidae. De wetenschappelijke naam van de soort is voor het eerst geldig gepubliceerd in 2008 door McLean.